# Bükkszék
Bükkszék község Heves vármegye Pétervásárai járásában.

## Fekvése
A Bükk-vidéken fekszik, a Tarna völgyének peremén, a vármegyeszékhely Egertől 22 kilométer távolságra.
A közvetlenül határos települések: észak felől Fedémes, északkelet felől Hevesaranyos, kelet felől Bátor, délkelet felől Sirok, dél felől Szajla, délnyugat felől Terpes, nyugat felől Kisfüzes, északnyugat felől pedig Tarnalelesz.

### Megközelítése

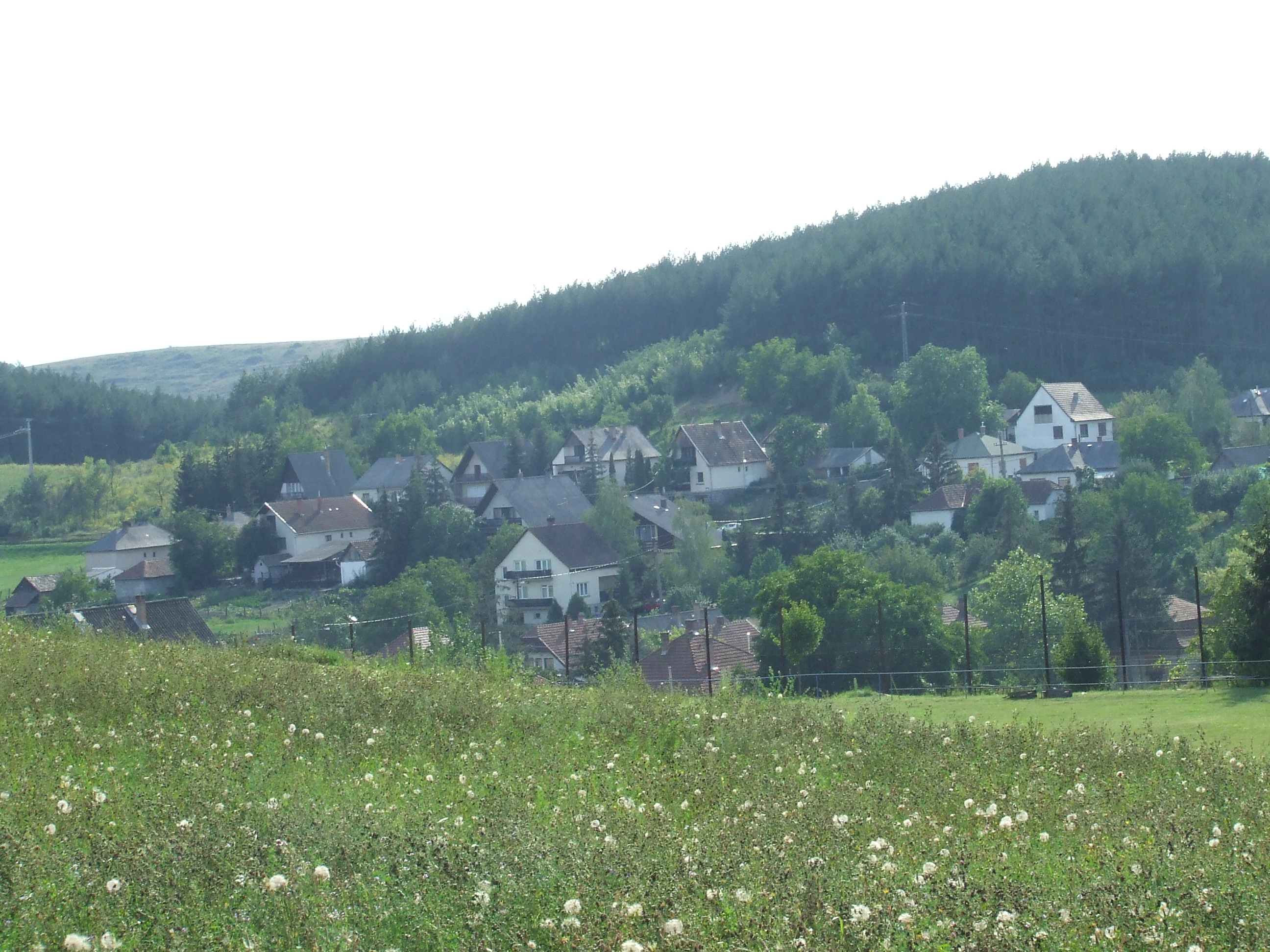
A falu látképe

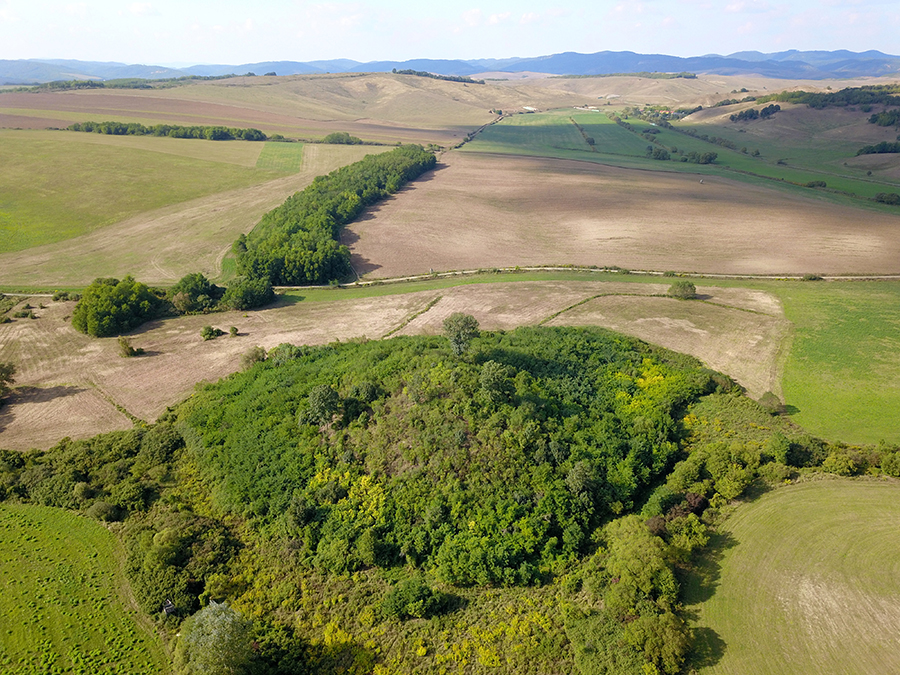
A Pósvár légi fotón

Csak közúton közelíthető meg, három irányból: Eger felől a 24-es főúton, majd Egerbaktától a 2413-as úton, Pétervására felől a 2412-es, majd a terpesi elágazástól szintén a 2413-as úton, Sirok irányából pedig a 24 123-as számú mellékúton. A 2413-as tulajdonképpen északról elkerüli a belterületét, a központján csak a 24 123-as út húzódik végig.

## Története
1275-ben említette egy oklevél Sceck névalakban. 1466-tól 1697-ig a Bessenyey család bírta a falu egy részét, több köznemesi családdal együtt.
1550-ben már török hódoltságban élt a falu népe: 7 házban 16 család. 1552-ben elnéptelenedett, s 1564 körül épült újjá. 1586-ban Széky Pál szerezte meg a falu egy részét, s utódai a 17. században főbirtokosok.
1654-ben ismét elpusztult. 1697-ben gr. Bagni Scipio Bükkszék negyedrészét megvette Bessenyey Zsigmondtól, majd átadta Orczy Istvánnak. A falu többi részének tulajdonosa a kuruc korban Széky György, akitől Sass Pál és veje Szabó Zsigmond zálogba vettek egyes birtokrészeket. A kuruc korban ismét elnéptelenedett a falu. 1713-ban a székiek a Kölesszu árnyéka nevű helyen ütötték fel ideiglenes szállásukat. 1720 körül egyetlen jobbágy lakott a faluban; kevés földjéből 1720–1738 között földesurak majorságot alakítottak ki, a lakók majorsági cselédekké lettek. 1729-ben a Bagi-Orczy féle negyedrészt, az Újszerzeményi Bizottság Kelemen Ádámnak ítélte oda. 1733-ban Kelemen Ádám és Szabó Zsigmond felosztották egymás közt széki birtokrészeiket. 1738 táján megtörtént a jobbágytelkek végleges benépesítése, főleg terpesi jobbágyokkal. A 18. század közepén a 19 jobbágytelek, a széki Kelemen, a Széky és az ezzel rokon Papp (másként Papszász) család birtokában volt. 1791 után Kelemen Ádám birtokrésze Orczy Lőrincé lett.
A 19. század első felében a határ Orczy Józsefé, Papszász Györgyé, a Dapsy és pazonyi Elek családoké, Széky Zsigmondé, Lipcsey Károlyé és Recsky Istváné volt. Bükkszék a jobbágyfelszabadítás időszakában 7 középbirtokos kezén lévő jobbágytelepülés, 42 jobbágyháztartással és 47 zsellércsaláddal, 2600 hold kiterjedésű dombos-erdős határból 1836-ig erdőirtás útján 1000 holdat kapcsoltak be a szemtermelésbe.
A 20. században kisközségként szerepelt a pétervásárai járásban, a Tóbérc nevű völgyben, a Tarna egyik mellékága mellett. Hozzátartozott Cser- és Pósváripuszta. (Utóbbit Pósvár és Pósváralja néven említette az 1332–1337. évi pápai tizedjegyzék, s a későbbi oklevelekben is önálló községként, Posuaralia néven olvasható; 1554-ben már elpusztult falu, utóbb földesúri major volt.)
1930-ban a községben 1028 lakos élt. Házainak száma 214, ezek kőalappal, vályogból épültek. A lakosság római katolikus vallású, plébániája Sirokban működött. Az elemi oktatást a 2 tanerős római katolikus iskola látta el, a hozzátartozó általános továbbképző iskolával. A lakosságból 916 őstermelő, 81 iparos, 6 kereskedő, 25 egyéb foglalkozású volt. A 2654 katasztrális holdat kitevő határ 212 gazdaságot számlált, egy középbirtok kivételével mind 20 hold alatti. A fő termény a búza volt; az állattenyésztés fejlesztése érdekében Községi Állattenyésztő Szövetkezet jött létre. 1923-tól Hangya Szövetkezet működött a faluban. 2 asztalos, 2 kőműves, 2 ács és 1 kovács képviselte az ipart.

## Közélete

### Polgármesterei
- 1990–1991: Huszár István (független)[3]
- 1992–1994: Huszár István (nem ismert)[4]
- 1994–1998: Huszár István (független)[5]
- 1998–2001: dr. Gyula Zoltán (Összefogás Heves Megyéért)[6]
- 2001–2002: dr. Katona Miklósné (független)[7][8]
- 2002–2006: dr. Katona Miklósné (független)[9]
- 2006–2010: Zagyva Ferencné (független)[10]
- 2010–2014: Zagyva Ferenc Györgyné (független)[11]
- 2014–2019: Zagyva Ferenc Györgyné (független)[12]
- 2019–2024: Sági Ferenc (független)[13]
- 2024– : Zagyva Benjámin (független)[1]

1992. január 19-én időközi polgármester-választást tartottak a településen, miután Huszár István 1991 novemberében lemondott a tisztségről. 2001. október 14-én ismét időközi polgármester-választást tartottak, ezúttal Gyula Zoltán lemondása miatt.

## Népesség
A település népességének változása:
| Lakosok száma | 717  | 704  | 692  | 687  | 651  | 653  | 648  |
|               | 2013 | 2014 | 2015 | 2021 | 2022 | 2023 | 2024 |

2001-ben a település lakosságának közel 100%-a magyar nemzetiségűnek vallotta magát.
A 2011-es népszámlálás során a lakosok 88,4%-a magyarnak, 1% cigánynak, 1,2% németnek mondta magát (11,5% nem nyilatkozott; a kettős identitások miatt a végösszeg nagyobb lehet 100%-nál). A vallási megoszlás a következő volt: római katolikus 73,3%, református 3,1%, evangélikus 0,3%, felekezeten kívüli 5,5% (17,1% nem nyilatkozott).
2022-ben a lakosság 94,2%-a vallotta magát magyarnak, 1,1% németnek, 0,6% cigánynak, 0,2% bolgárnak, 0,2% szlováknak, 3,7% egyéb, nem hazai nemzetiségűnek (5,5% nem nyilatkozott; a kettős identitások miatt a végösszeg nagyobb lehet 100%-nál). Vallásuk szerint 52,5% volt római katolikus, 3,2% református, 0,6% görög katolikus, 0,2% evangélikus, 2,9% egyéb keresztény, 0,5% egyéb katolikus, 8% felekezeten kívüli (32% nem válaszolt).

## Nevezetességei

### Bükkszéki Gyógyfürdő

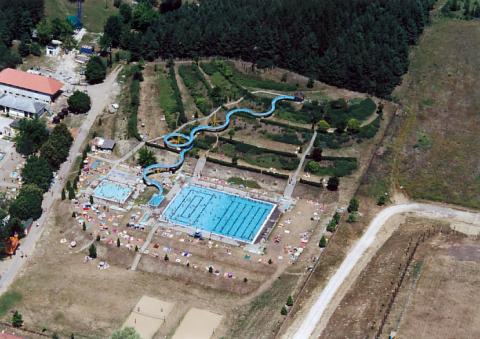
A Bükkszéki Gyógyfürdő madártávlatból

Bükkszéknek az 1938-ban feltárt, emésztőrendszeri, légúti és mozgásszervi panaszokra kiváló gyógyvíz hozta meg az országos ismertséget. Az 540 méteres mélységből kitermelt, mintegy 40 °C hőmérsékletű alkáli-hidrogén-karbonátos gyógyvizet helyben palackozzák és Salvus márkanéven országszerte forgalmazzák. A falu strandján egész évben lehet fürdeni, 2012-ben meleg vizű gyógyfürdőépületet adtak át.

### Práff-kúria
A Práff-kúria 1820 környékén épült, klasszicista stílusú, földszintes, L-alaprajzú, előkertes épület, mely az utcafront felől kőkerítéssel van elválasztva. A kúria 1945-ig a Práff család tulajdonában állt. Az épületet faluházként hasznosítja a község.